# Шу (фамилия)

Шу — китайская фамилия. Пишется разными иероглифами: 舒, 束, 蜀 .
蜀 — царства, возникавшие в районе Чэнду в разные времена. Вьетнамское произношение — Тхук (Thục).

## Известные Шу
- Шу Ци (кит. 舒淇, пиньинь Shū Qí; урождённая Линь Лихуэй (кит. трад. 林立慧, пиньинь Lín Lìhuì); 1976 г.р.) — тайваньская актриса, уроженка Тайбэя.

Вьетнамцы:
- Тхук Фан (вьет. Thục Phán, тьы-ном 蜀泮) или Ан Зыонг-выонг (An Dương Vương, 安陽王) правитель государства Аулак с 257 по 207 до н. э., впоследствии завоёванного  Намвьетом.